# Enarotali
Enarotali est une ville d'Indonésie située dans les hautes terres de la Nouvelle-Guinée occidentale. C'est le chef-lieu du kabupaten de Paniai. Sa population est d'environ 150 000 habitants.
Enarotali est la seule ville construite à l'intérieur des terres en Nouvelle-Guinée par les Néerlandais. Elle se trouve notamment entre deux montagnes, le Bobairo et le Diay. La ville se développe actuellement en direction de Mahdi, située à environ 12 km à l'est.

## Population
Les principaux groupes habitant Enarotali sont les Dani, les Mee, les Moni et les Wolani. Ils vivent de l'agriculture, notamment de la culture de la patate douce, et d'élevage. 